# Rosenbergia straussii
Rosenbergia straussii là một loài bọ cánh cứng trong họ Cerambycidae.